# 11. arméfördelningen
11. arméfördelningen (11. förd) var en arméfördelning inom svenska armén som verkade i olika former åren 1941–1991. Förbandsledningen var förlagd i Kristianstads garnison i Kristianstad.

## Historik
11. arméfördelningen bildades den 1 augusti 1941 som XI. fördelningen, som en fördubblingsfördelning till I. fördelningen, och var direkt underställd militärbefälhavaren för I. militärområdet, medan Norra skånska infanteriregementet ansvarade för uppsättandet och mobilisering av fördelningsstaben. Den 5 maj 1957 överfördes mobiliseringsansvaret för fördelningsstaben till Södra skånska infanteriregementet, och som 1963 övertogs av Södra skånska regementet. Den 1 oktober 1966 kom beteckningen att ändrades från att anges i romerska siffror till arabiska siffror, det vill säga fördelningen kom att benämnas som 11. arméfördelningen.
År 1988 hade överbefälhavaren Bengt Gustafsson, på uppdrag av Regeringen Carlsson I, tillsatt en utredning om arméns utveckling, vilket mynnade ut i försvarsutredning 88. I den efterföljande regeringspropositionen som lades fram och antogs av riksdagen i december 1989, beslutades att armén från den 1 juli 1992 skulle bestå av 18 brigader. En reducering med elva brigader, vilket samtidigt innebar en reducering med två arméfördelningsstaber, 1. arméfördelningen och 11. arméfördelningen, vilka utgick och upplöstes den 30 juni 1991.

## Verksamhet
11. arméfördelningens främsta uppgift var att utveckla, leda och samordna markstridskrafterna inom Södra militärområdet. Arméfördelningschefen ledde den taktiska verksamheten och var direkt underställd militärbefälhavaren. 1. arméfördelningen var tillsammans med 11. arméfördelningen utgångsgrupperade för försvar av hamnar och öppen kust i sydöstra Sverige.

## Ingående enheter

### Brigader
Åren 1962–1991 mobiliserade fördelningen nedan brigader.

- Kronobergsbrigaden (IB 11), Växjö
- Älvsborgsbrigaden (IB 45), Borås
- Malmöbrigaden, Ystad
- Bohusbrigaden (IB 17), Uddevalla (Tillfördes vid förstärkningsalternativet 2 S)

## Förläggningar och övningsplatser
Även om fördelningen mobiliserades av Norra skånska infanteriregementet, och senare Södra skånska regementet, var staben fredsgrupperad tillsammans med I. militärbefälsstaben (från 1966 benämnd Södra militärområdesstaben). Från 1941 var staberna lokaliserade till Stora Kronohuset i Kristianstad, och från 1966 vid Östra Kaserngatan/Kockumsgatan.

## Förbandschefer
I fredstid hade chefen för arméfördelningen en annan roll jämfört med krigsorganisationen.
- 1941–1991: ?

## Namn, beteckning och förläggningsort
| XI. fördelningen     | 1941-08-01 | – | 1966-09-30 |
| 11. arméfördelningen | 1966-10-01 | – | 1978-06-30 |

| XI. förd | 1941-08-01 | – | 1966-09-30 |
| 11. förd | 1966-10-01 | – | 1978-06-30 |

| Kristianstads garnison (F) | 1941-08-01 | – | 1991-06-30 |